# Kleinbahn Bielstein–Waldbröl
| Kursbuchstrecke (DB): | 240 m (1950)                  |                                                       |                                                       |
| Kursbuchstrecke: | 240q (1946)                   |                                                       |                                                       |
| Streckenlänge: | 18,32 km                      |                                                       |                                                       |
| Spurweite: | 1435 mm (Normalspur)          |                                                       |                                                       |
| Streckengeschwindigkeit: | (ab Mitte der 1930er) 40 km/h |                                                       |                                                       |
| |                               |                                                       |                                                       |
| \| \| 0,0 \| Bielstein Kleinbahnhof \| Bielstein Kleinbahnhof \| \| \| \| Strecke nach Bf. Bielstein (Rheinland) (Wiehltalbahn) \| \| \| \| \| Wiehl \| \| \| \| 1,2 \| Bielstein-Bechstraße (ab 1935) \| Bielstein-Bechstraße (ab 1935) \| \| \| 2,0 \| Bahnhof Mühlen an der Bech \| Bahnhof Mühlen an der Bech \| \| \| 3,0 \| Börnhausen \| Börnhausen \| \| \| 3,7 \| Nieder-Bellinghausen \| Nieder-Bellinghausen \| \| \| 4,6 \| Marienberghausen-Elsenroth \| Marienberghausen-Elsenroth \| \| \| 7,2 \| Papiermühle Homburg \| Papiermühle Homburg \| \| \| \| Bröl \| \| \| \| 7,8 \| Nümbrecht/Homburg (Bröl) \| Nümbrecht/Homburg (Bröl) \| \| \| 9,2 \| Kalkofen/Niederbierenbach \| Kalkofen/Niederbierenbach \| \| \| 10,3 \| Unter der Hardt \| Unter der Hardt \| \| \| 11,1 \| Gaderoth \| Gaderoth \| \| \| 12,9 \| Winterborn \| Winterborn \| \| \| 13,9 \| Bruch-Grötzenberg \| Bruch-Grötzenberg \| \| \| 14,6 \| Drinsahl \| Drinsahl \| \| \| 16,1 \| Happach \| Happach \| \| \| 18,0 \| Hollenbergschule (ab 1936) \| Hollenbergschule (ab 1936) \| \| \| 18,3 \| Waldbröl Kleinbahnhof \| Waldbröl Kleinbahnhof \| \| \| \| Eigentümergrenze, OVAG – Deutsche Bundesbahn \| \| \| \| 18,423,6 \| Waldbröl (Rheinland) \| Waldbröl (Rheinland) \| \| \| \| Wiehltalbahn nach Osberghausen \| \| |                               |                                                       |                                                       |
| Kopfbahnhof Streckenanfang (Strecke außer Betrieb) | 0,0                           | Bielstein Kleinbahnhof                                | Bielstein Kleinbahnhof                                |
| Abzweig geradeaus und nach rechts (Strecke außer Betrieb) |                               | Strecke nach Bf. Bielstein (Rheinland) (Wiehltalbahn) | Strecke nach Bf. Bielstein (Rheinland) (Wiehltalbahn) |
| Brücke über Wasserlauf (Strecke außer Betrieb) |                               | Wiehl                                                 | Wiehl                                                 |
| Haltepunkt / Haltestelle (Strecke außer Betrieb) | 1,2                           | Bielstein-Bechstraße (ab 1935)                        | Bielstein-Bechstraße (ab 1935)                        |
| Bahnhof (Strecke außer Betrieb) | 2,0                           | Bahnhof Mühlen an der Bech                            | Bahnhof Mühlen an der Bech                            |
| Haltepunkt / Haltestelle (Strecke außer Betrieb) | 3,0                           | Börnhausen                                            | Börnhausen                                            |
| Haltepunkt / Haltestelle (Strecke außer Betrieb) | 3,7                           | Nieder-Bellinghausen                                  | Nieder-Bellinghausen                                  |
| Bahnhof (Strecke außer Betrieb) | 4,6                           | Marienberghausen-Elsenroth                            | Marienberghausen-Elsenroth                            |
| Haltepunkt / Haltestelle (Strecke außer Betrieb) | 7,2                           | Papiermühle Homburg                                   | Papiermühle Homburg                                   |
| Brücke über Wasserlauf (Strecke außer Betrieb) |                               | Bröl                                                  | Bröl                                                  |
| Bahnhof (Strecke außer Betrieb) | 7,8                           | Nümbrecht/Homburg (Bröl)                              | Nümbrecht/Homburg (Bröl)                              |
| Haltepunkt / Haltestelle (Strecke außer Betrieb) | 9,2                           | Kalkofen/Niederbierenbach                             | Kalkofen/Niederbierenbach                             |
| Bahnhof (Strecke außer Betrieb) | 10,3                          | Unter der Hardt                                       | Unter der Hardt                                       |
| Haltepunkt / Haltestelle (Strecke außer Betrieb) | 11,1                          | Gaderoth                                              | Gaderoth                                              |
| Bahnhof (Strecke außer Betrieb) | 12,9                          | Winterborn                                            | Winterborn                                            |
| Haltepunkt / Haltestelle (Strecke außer Betrieb) | 13,9                          | Bruch-Grötzenberg                                     | Bruch-Grötzenberg                                     |
| Bahnhof (Strecke außer Betrieb) | 14,6                          | Drinsahl                                              | Drinsahl                                              |
| Haltepunkt / Haltestelle (Strecke außer Betrieb) | 16,1                          | Happach                                               | Happach                                               |
| Haltepunkt / Haltestelle (Strecke außer Betrieb) | 18,0                          | Hollenbergschule (ab 1936)                            | Hollenbergschule (ab 1936)                            |
| Dienststation / Betriebs- oder Güterbahnhof (Strecke außer Betrieb) | 18,3                          | Waldbröl Kleinbahnhof                                 | Waldbröl Kleinbahnhof                                 |
| Wechsel des Eisenbahninfrastrukturunternehmens (Strecke außer Betrieb) |                               | Eigentümergrenze, OVAG – Deutsche Bundesbahn          | Eigentümergrenze, OVAG – Deutsche Bundesbahn          |
| Kopfbahnhof Strecke bis hier außer Betrieb | 18,423,6                      | Waldbröl (Rheinland)                                  | Waldbröl (Rheinland)                                  |
| Strecke |                               | Wiehltalbahn nach Osberghausen                        | Wiehltalbahn nach Osberghausen                        |

Die Kleinbahn Bielstein–Waldbröl war eine normalspurige, nicht elektrifizierte, 18,32 Kilometer lange Eisenbahnstrecke im südlichen Oberbergischen Kreis.
Den Bau und die Betriebsführung organisierte die Eisenbahnbau-Gesellschaft Becker & Co., die später als „AG für Energiewirtschaft“ firmierte. Vom 1. August 1956 bis zum 30. Juni 1966, dem Datum der Stilllegung des Gesamtverkehrs, führte die Oberbergische Verkehrsgesellschaft, die seit 1951 Eigentümerin war, den Betrieb.

## Geschichte

### Bau

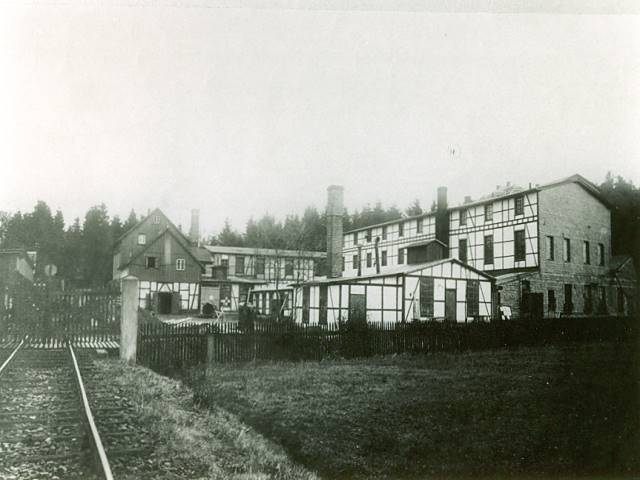
Gleisanschluss der Metallwarenfabrik Limburg, Grötzenberg, 1915–1920

Für eine Erschließung des westlichen oberen Wiehltals durch eine Eisenbahnstrecke gab es ab Ende des 19. Jahrhunderts langwierige Überlegungen, die verschiedene Trassenführungen betrachteten. Zu Verzögerungen führten diverse Probleme mit der Genehmigung der Straßenmitbenutzung und den Frachtzusagen von Firmen, die diese Zusagen nicht einhalten wollten. Zudem war im Gespräch, die Bahn nicht in Normalspur, sondern als Schmalspurbahn zu bauen. Nicht einmal in diesem Punkt gab es Übereinstimmung, variierten die Schmalspurweiten doch auch noch.
Am 27. Februar 1908 entschied man sich (nach zwölf Jahren) endlich für eine der realisierten Strecke ähnliche Version, damals noch bis nach Hermesdorf. Aber erst am 29. Oktober 1912 konnten sich die Verantwortlichen einigen, die Bahn bis nach Waldbröl zu bauen. Geplant war eine Inbetriebnahme zum 1. Juli 1914. Aber selbst dieser Termin konnte nicht eingehalten werden.

### Betrieb
Eröffnet wurde die Bahn erst zum 15. Oktober 1915. Es verkehrten zunächst zwei Güterzugpaare mit Personenbeförderung, welche aufgrund der Güterbeförderung extrem lange Fahrzeiten hatten. Für die nur 18 Kilometer Strecke brauchten die Züge mehr als eine Stunde, teilweise zwei Stunden. Einer der Züge, der der um 14.33 Uhr in Waldbröl abfuhr, kam sogar erst 179 Minuten später in Bielstein an. Aber wie schon in der Planungsphase gab es wieder Probleme. Die Fahrpläne konnten meistens nicht eingehalten werden; es gab zwar diverse Anpassungen, doch führten diese dann wiederum auch zu schlechten Anschlüssen zu den anderen Bahnen im Umland. Die Kriegszeit führte zudem auch zu Material- und Personalmangel, einer der nur zwei Lokführer wurde zum Militär eingezogen.
Hauptkunden im Güterverkehr waren die Papierfabriken in Homburg und Winterborn, die Ziegelei in Elsenroth und das Sägewerk in Mühlen. 1928 wurden 53.000 t Güter befördert.
Nach dem Krieg besserte sich die Situation nicht. Das schlechte Material wurde durch die Steigung der Strecke zusätzlich in Mitleidenschaft gezogen, beide betriebsfähigen Dampflokomotiven – die „Bielstein“ und die „Waldbröl“ – blieben schließlich für längere Zeit außer Betrieb. Ende der 1920er Jahre kamen wirtschaftliche Probleme auf die Betriebsführung zu, da die Konkurrenz (die Bröltalbahn) der Bahn Kunden abnahm und die Weltwirtschaftskrise auch die Firmen, die hier Güter verschickten, betraf.
1935 (Nummer 31) und 1937 (32) beschaffte die Bahn schließlich Dieseltriebwagen, die einige der Betriebsprobleme der Bahn teilweise beseitigten. Gleichzeitig konnte endlich die Trennung von Güter- und Personenverkehr erreicht und die Höchstgeschwindigkeit auf der Strecke auf 40 km/h erhöht werden. Die Fahrgastzahlen stiegen in der Folgezeit wie erhofft stark an, von 1935 80.000 auf 160.000 1938.
Durch die besseren Wirtschaftszahlen ermutigt, wurde dann eine 2,8 Kilometer lange Stichbahn in den Ort Nümbrecht hinein geplant. Wegen der starken Steigung sollte diese elektrisch betrieben werden, da eine Zahnradbahn hier als unwirtschaftlich abgelehnt wurde. Trotz fortgeschrittener Planung wurde der Vorschlag Ende des Jahres 1936 aber wieder zu den Akten gelegt, weil diese Stichbahn nicht finanziert werden konnte. Stattdessen wurde ein zweiter Dieseltriebwagen angeschafft.
Im Zweiten Weltkrieg wurde die Bahn aufgrund ihrer strategisch nutzlosen Bedeutung von Bombenangriffen verschont; allerdings kamen die gleichen Probleme wie im Ersten Weltkrieg wieder auf: Personal- und Materialmangel. Bis auf eine Brücke in Bielstein wurde der Krieg aber ohne Schäden überstanden. Nach dem Krieg übernahm die Strecke nur wenige Leistungen der Wiehltalbahn, welche zwischen Remperg und Waldbröl nicht befahren werden konnte, da der schwache Oberbau der Kleinbahn nicht mehr zuließ. Eine kurze Zeit lang gab es ab Herbst 1949 durchgehende Verbindungen bis nach Gummersbach – die Fahrgastzahlen stiegen drastisch an. Dies führte zur Anschaffung eines dritten Dieseltriebwagens, Nummer 33.
Bald danach wurde eine der beiden alten Dampflokomotiven ausgemustert, die andere, „Bielstein“, folgte ein Jahr später. Der Dieseltriebwagen 31 wurde zum Beiwagen 31 umgebaut. Dieser Fahrzeugbestand blieb bis zum Jahre 1957 unverändert. 1959 wurde eine Diesellok beschafft.

### Niedergang
Der Personenverkehr hatte sich nun deutlich verbessert, allerdings ging der Güterverkehr zu Lasten der Rentabilität immer weiter zurück. Linienbusse und die Wiehltalbahn brachten dann auch im Personenverkehr wieder einen Einbruch der Fahrgastzahlen. Im Jahre 1954 wurde, kurz nach den von der OVAG ebenfalls übernommenen und stillgelegten Gummersbacher Kleinbahnen, auch die Kleinbahn Bielstein–Waldbröl von der OVAG in Stilllegungsüberlegungen gebracht. Drei Jahre später, am 1. Juni 1957, endete dann auch der Personenverkehr auf der Gesamtstrecke, gleichzeitig der Güterverkehr zwischen Waldbröl und Winterborn. Die beiden Dieseltriebwagen wurden noch im gleichen Jahr an die DEBG (32) und die OHE (33) verkauft.
Die Einstellung des restlichen Güterverkehrs datiert zum 30. Juni 1966, gleichzeitig mit der Einstellung des Personenverkehrs auf der Wiehltalbahn. Der Gleisabbau folgte dann bereits eine Woche später.

## Erhaltene Exponate

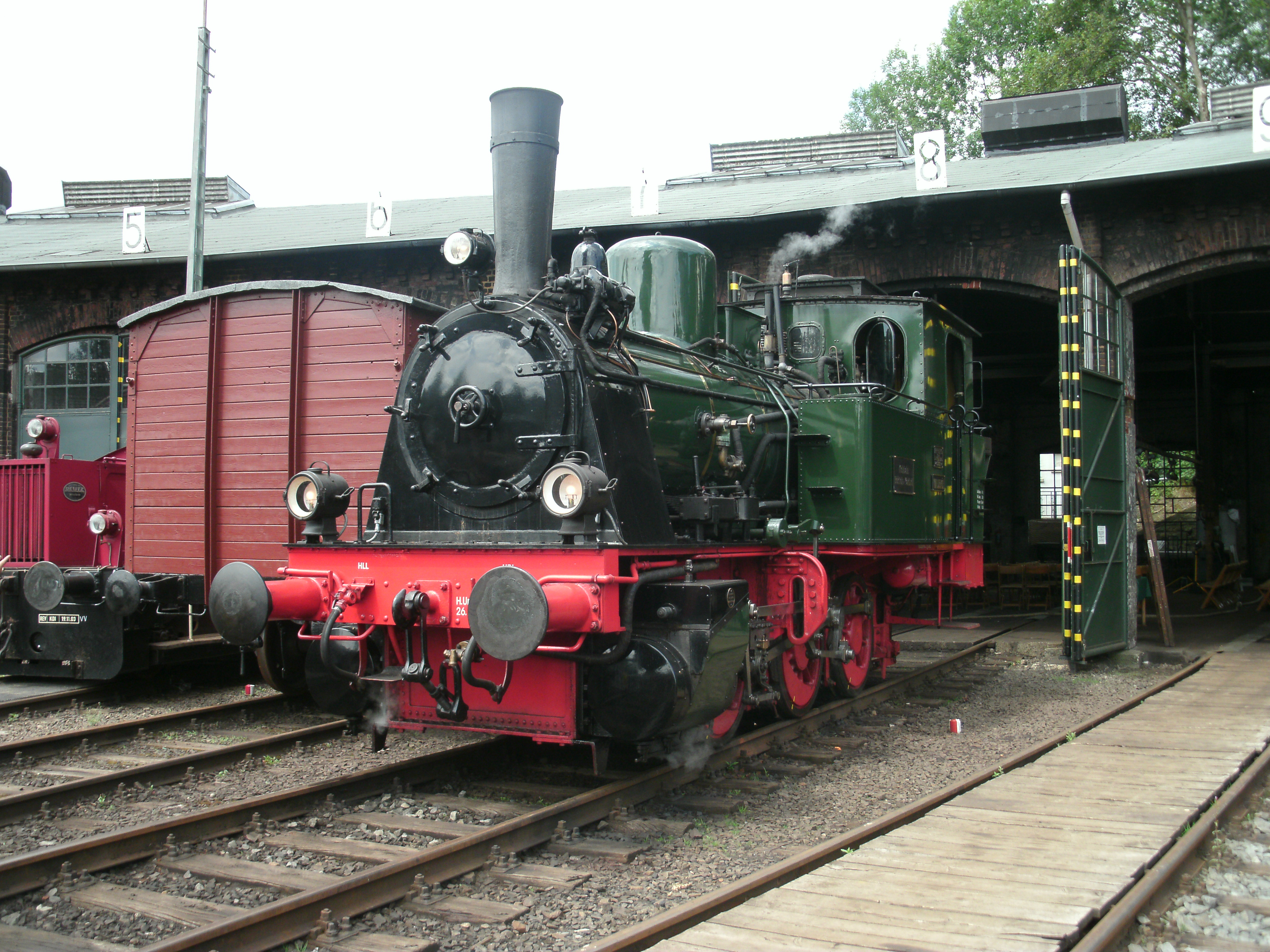
Die Dampflok Waldbröl als Zuglok des „Bergischen Löwen“ (Wiehltalbahn) im Eisenbahnmuseum Dieringhausen

Erhalten ist nur noch die Dampflok Waldbröl (Jung), 1914. Sie ist das einzige erhaltene Exponat in der Region und stand jahrelang mit dem falschen Namen „Nümbrecht“ in selbigem Ort als Technisches Denkmal und verrottete zusehends, bis ein Eisenbahnfan sie 1983 kaufte und im Eisenbahnmuseum Dieringhausen abstellte. Dort lag sie lange Zeit zerlegt im Lokschuppen (für eine Aufarbeitung) und wurde dann von 2002 an betriebsfähig wiederaufgearbeitet und im Jahr 2008 feierlich wieder in Betrieb genommen. Seit 2009 zieht sie auf der Wiehltalbahn wieder Museumsbahnzüge, zusammen mit dem MAN-Schienenbus der Wiehltalbahn GmbH.